# Xalí (Tatarstan)
|  | Per a altres significats, vegeu «Xalí». |

Xalí - Шали (rus) - és un poble de la República del Tatarstan, a Rússia. El 2023 tenia 2.796 habitants. Pertany al districte (raion) de Pestretsi.